# Jean Benoît
Jean Benoît (27. srpna 1922 Québec – 20. srpna 2010 Paříž) byl kanadský surrealista, tvůrce podivuhodných objektů známý jako „Zaklínač hadů“.

## Životopis
Studoval umění na École des Beaux-Arts v Montréalu, kde se setkal s malířkou Mimi Parentovou, s kterou se v roce 1948 oženil. Po příjezdu do Francie se roku 1959 setkal s André Bretonem a v tomtéž roce se připojil ke skupině surrealistů. V roce 1959 také provedl slavnou performanci Exécution du Testament Du Marquis De Sade (Vykonání závěti markýze de Sade), v ateliéru básnířky Joyce Mansourové. Pro tuto akci vytvořil fantastické kostýmy a objekty.
Objekt nazvaný "Schránka na knihu Magnetická pole" obsahuje démonické postavy, které z knihy vytrhují vejce. Magnetická pole bylo jméno knihy, kterou napsali André Breton s Philippem Soupaultem. André Breton ji nazval první surrealistickou knihou. Mezi jeho další objekty patří "Nekrofil", vystavený na kolektivní surrealistické výstavě L'écart Absolu (Absolutní odklon) v roce 1965. Tuto výstavu také pomáhal aranžovat. Jednou z jeho posledních prací byl objekt "Maldororův pes". Mimo tvorby objektů byl autorem ilustrací několika knih surrealistických přátel.
O Jeanu Benoîtovi pojednává krátký film Deco Dawsona z roku 2012 Keep a Modest Head (Zachovejte chladnou hlavu).

## Dílo

### Objekty
- Kostým pro Vykonání závěti markýze de Sade, Paříž 1959
- Schránka na knihu Magnetická pole, Paříž 70. léta
- Maldororův pes, Paříž 70. léta

### Ilustrace
- Joyce Mansourová, Rapaces, éd. Seghers, Paříž 1960
- André Breton, LE LA, Editions PAB, Paříž 1961
- Vincent Bounoure, Envers l'Ombre, Éd. Surréalistes, Paříž 1965
- Georges Sebbag, Le dégoût. Le sans goût, Le Soleil noir, "Quando 1", Paříž 1977.